# Перелік курсів екстреної медичної допомоги
Цей перелік курсів екстреної медичної допомоги  містить короткі програми з надання екстреної домедичної та медичної допомоги на догоспітальному та госпітальному етапах.

## Загальномедичні програми
- Базова підтримка життя[en], (англ. Basic Life Support, BLS)
- Розширена підтримка життя, (англ. Advanced Life Support, ALS)
- Розширена серцева підтримка життя[en] (англ. Advanced Cardiac Life Support, ACLS)[1]
- Розширена медична підтримка життя (англ. Advanced Medical Life Support, AMLS)
- Програма інтенсивної терапії при медичному транспортуванні (англ. Critical Care Emergency Medical Transport Program, CCEMTP)[2]
- Курс аеромедичних парамедиків[en] (англ. Flight Paramedic, FP-C)[3]
- Hospital and Emergency Procedures CME courses[4]

## Педіатрія та Акушерство
- Розширена підтримка життя у акушерстві[en] (англ. Advanced Life Support in Obstetrics, ALSO)[5]
- Екстрена допомога дітям (англ. Emergency Pediatric Care, EPC)
- Програма неонатальної ресусцитації[en] (англ. Neonatal Resuscitation Program, NRP)[6]
- Педіатрична розширена підтримка життя[en] (англ. Pediatric Advanced Life Support, PALS)[7]
- Педіатричне навчання для професіоналів на догоспітальному етапі (англ. Pediatric Education for Prehospital Professionals, PEPP)[8]
- Екстрений педіатричний курс для медсестер (англ. Emergency Nursing Pediatric Course, ENPC)[9]

## Травма

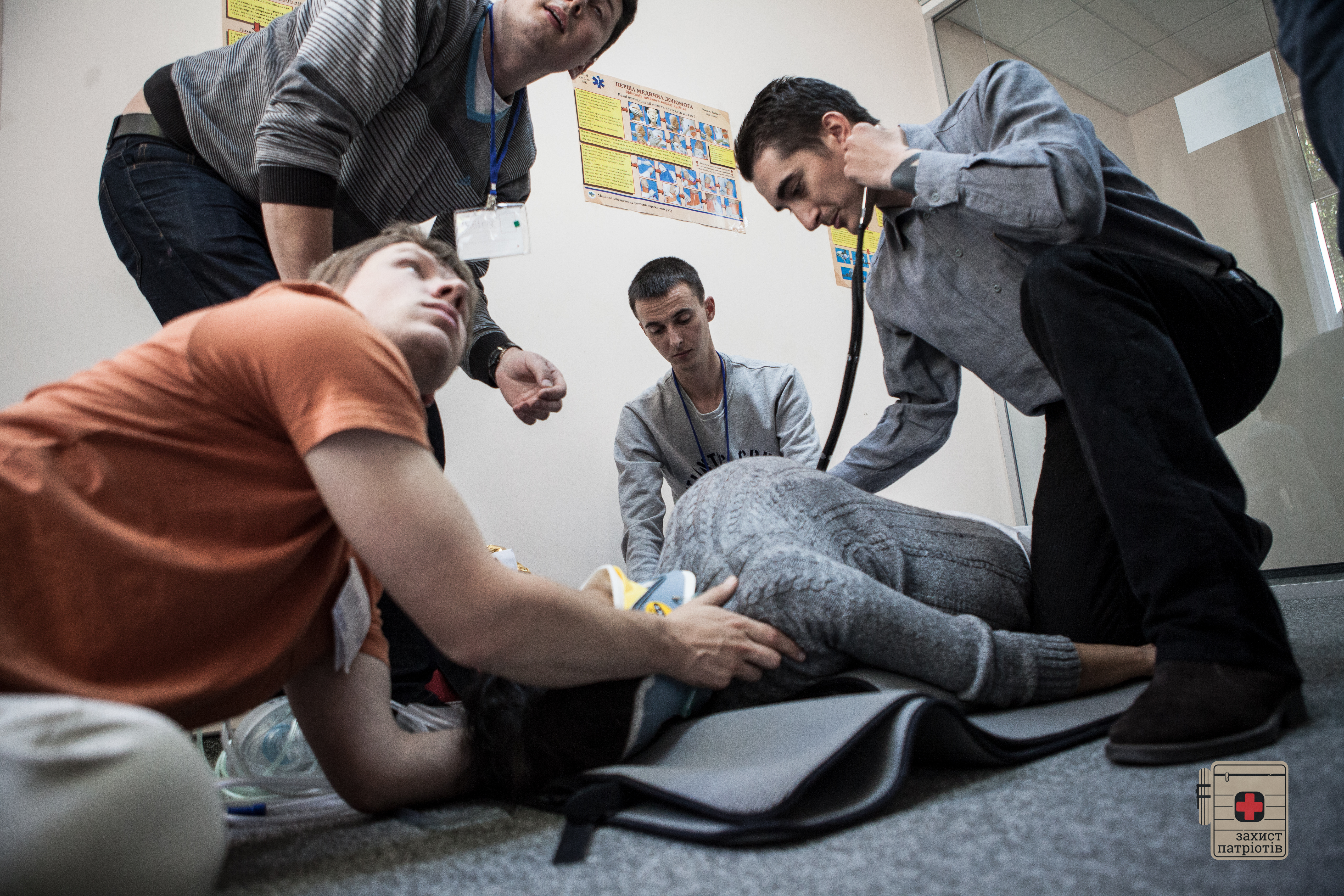
Навчання Захистом Патріотів принципів надання допомоги під час травми.

- Підтримка життя під час травми. Українська програма — 6-денний курс для лікарів[10]
- Розширена підтримка життя при травмі (англ. Advanced Trauma Life Support, ATLS)[11]
- Анестезія травм та реанімація[уточнити термін](англ. Anaesthesia Trauma and Critical Care, ATACC) — курс Королівської колегії хірургів (Велика Британія)[12][13]
- Курс екстреного лікування травми (англ. Emergecy Trauma Management Course, ETM Course) — австралійський курс для лікарів з допомоги на ранньому госпітальному етапі (у відділеннях екстреної медичної допомоги)[14]
- Європейський курс травми (англ. European Trauma Course, ETC) — 2,5-денний курс Європейської ради реанімації для лікарів та інших професіональних медичних працівників[15]
- Характерні хірургічні навички при травмі[en] (англ. Definitive Surgical Trauma Skills, DSTS) — курс, розроблений первинно для військових хірургів Королівською колегією хірургів[en], Королівським центром медицини оборони[en] та Медичним університетом воєнізованих служб. на даний час курс адаптований для цивільних лікарів[16].
- Міжнародна підтримка життя при травмі (англ. International Trauma Life Support, ITLS)[17] (колишній курс Базової підтримки при травмі, англ. Basic Trauma Life Support)
- Догоспітальна підтримка життя при травмі (англ. Prehospital Trauma Life Support, PHTLS)
- Базова травма та допомога постраждалим (англ. Basic Trauma and Casualty Care, BTACC) — курс Королівської колегії хірургів (Велика Британія) для допогспітального персоналу без медичної кваліфікації [18][19]
- Основний курс для медсестер при травмі (англ. Trauma Nursing Core Course, TNCC)[20]

## Водії екстреної медичної допомоги
- Coaching the Emergency Vehicle Operator (CEVO)
- Emergency Vehicle Operations Course (EVOC)

## Небезпечні матеріали та вироби
- Advanced Hazmat Life Support (AHLS)[21]
- Basic Hazmat Life Support (BHLS)[22]